# Montalto (Alpi Apuane)
Montalto (più propriamente Monte Alto o Mont'Alto) è una delle montagne che costituiscono il complesso delle Alpi Apuane, nell'entroterra della Versilia, presso cui sorgono i paesi di Retignano e Volegno. La vetta più elevata si trova a circa 913 m s.l.m.
Le sue pendici sono state abitate sin dai tempi antichi. I Liguri Apuani vi allestirono i loro primi insediamenti e sfruttavano l'ampia visuale sulla vallata e il Mar Tirreno per avvistare i nemici in lontananza.
Nel corso dei secoli, gli abitanti dei paesi vicini hanno cominciato a sfruttare la montagna in più modi, dall'apertura di siti estrattivi del pregiato mamo bardiglio fiorito e del rosso rubino, fino alla possibilità di scalare una parete rocciosa sul versante di Volegno.

## Storia
Attraverso alcuni ritrovamenti si può sostenere che la zona di Montalto fosse già popolata in epoca preistorica, dal periodo del Paleolitico fino all'Età del Bronzo e del Ferro. Origini più certe dei paesi nei dintorni possono risalire al ventennio dal 580 al 560 a.C., in epoca romana, quando gli abitanti delle Alpi Apuane erano i noti Liguri Apuani.
I Liguri Apuani, o più semplicemente Apuani, erano una popolazione che si suddivideva in varie tribù, chiamate Nomen dagli storici romani; una di queste si stanziò tra i massicci montuosi del complesso di Montalto, un'area molto estesa, delimitata da confini naturali e piena di risorse, tra cui torrenti, piante medicinali e fauna. Qui gli Apuani conducevano una vita seminomade e sfruttavano le zone di Retignano come nucleo abitativo dai mesi primaverili fino al primo inverno. Nelle zone più riparate e le radure di "Gordici" e "Valimoni", località di Retignano situate nei boschi, a circa 700 metri s.l.m., chiamate dagli Apuani luki, sorgevano i resti di piccoli insediamenti. In caso di guerra, era previsto il ricorso ad una cima fortificata, una vetta da cui poter scorgere l'orizzonte e segnalare tempestivamente l'arrivo dei nemici. Per Retignano, tale vetta coincide con la sommità del monte "Castello", la cui etimologia probabilmente ha a che vedere con questo fatto. Da lì è possibile vedere l'intera vallata versiliese, la costa e, nelle giornate serene, anche uno scorcio sull'arcipelago toscano.
Nel corso dei secoli, a causa del grande interesse mostrato dai Romani per le risorse della Versilia, i Liguri Apuani furono più volte attaccati dalle milizie romane. Dopo la sconfitta di Annibale, come racconta Tito Livio, nel 193 a.C. i Liguri presero l'iniziativa, contrattaccando i Romani e avviando così un lungo periodo di guerra. Retignano (Montalto) fu una delle principali roccaforti dei Liguri Apuani, tanto osteggiata da Roma.
Nel 186 a.C., i Liguri inflissero una pesante sconfitta alle truppe del console Quinto Marcio Filippo, attirando centinaia di legionari romani in una serie di strette gole e terreni scoscesi di Montalto. Il luogo del disastro, secondo Tito Livio, prese poi il nome di Saltus Marcius, ovvero "il salto di Marcio". Lo storico romano racconta che i Romani dovettero spogliarsi delle armi soltanto per battere ritirata più velocemente.
(Tito Livio, Ab Urbe Condita)

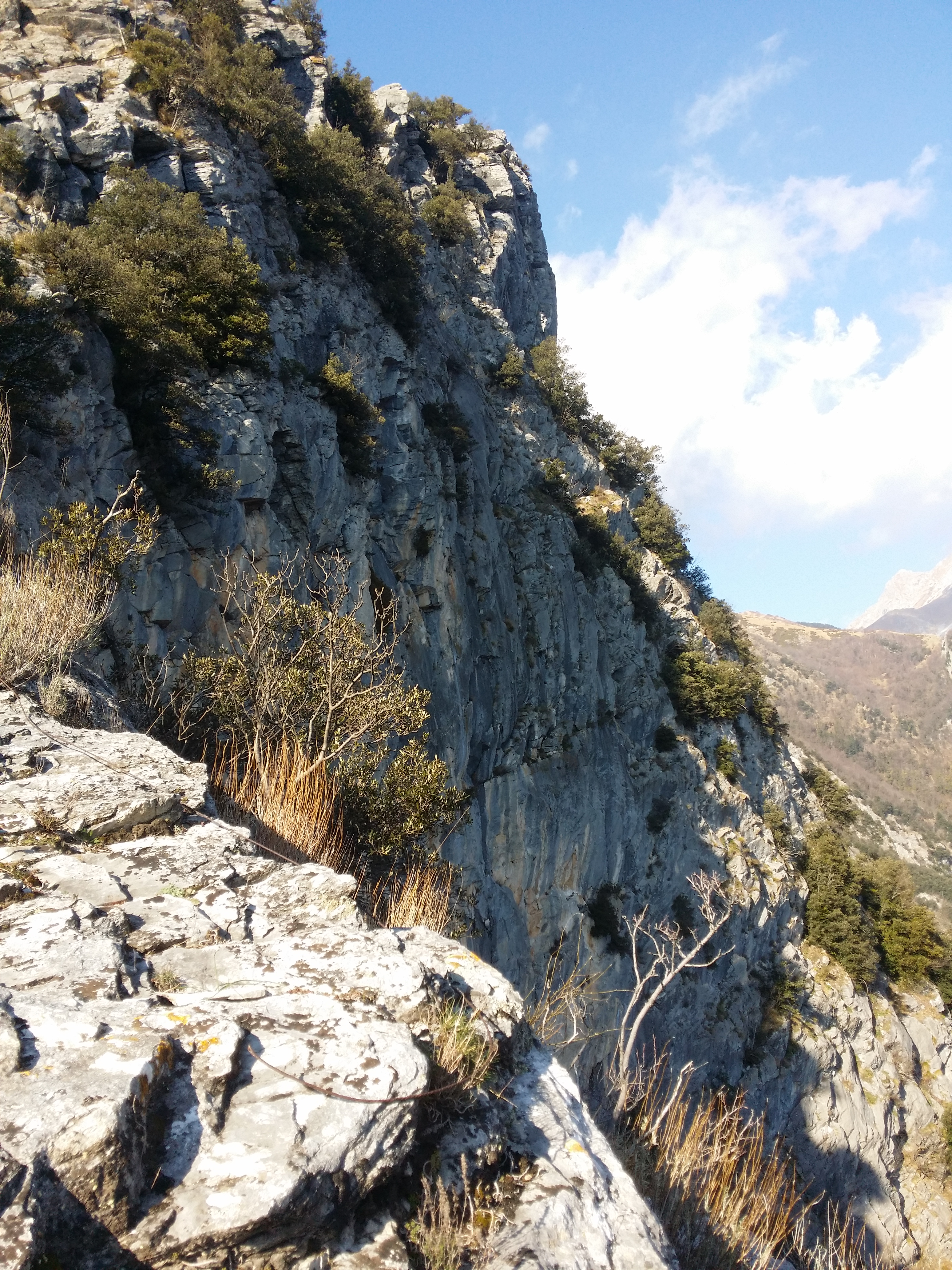
Alla base di questo dirupo si troverebbe il Saltus Marcius di cui parla Tito Livio

La zona, un colle denominato ancora oggi "Colle Marcio", è stata individuata lungo il sentiero che collega Retignano al paese di Volegno, una cresta boscosa che scende dal Monte Alto fino a sbarrare il Vezza nei pressi di Pontestazzemese.
In ogni caso, la vittoria del Saltus Marcius ridiede nuova linfa agli Apuani che ripresero di buona lena le loro incursioni lungo il litorale versiliese, per limitare le quali Roma inviò il console di turno Marco Sempronio Tuditano che, nel 185 a.C., li costrinse a rientrare sulle montagne, ridando a Roma il controllo della fascia costiera da Pisa al Portus Lunae. Ma, anche in questo caso, la presunta vittoria non convinse per nulla il Senato, visto che negò il trionfo anche a quest’ultimo console.
Cominciò così un periodo in cui la situazione rimase costante: gli Apuani continuarono con le loro incursioni e i Romani li ricacciavano sui monti. Presumibilmente si trattava di piccoli agguati attraverso i quali uno dei contendenti cercava di attirare l’altro nelle gole montane dove avrebbe potuto tendere delle imboscate, mentre l’altro lo inseguiva fin quando il terreno non diventava pericoloso.

### Ottocento

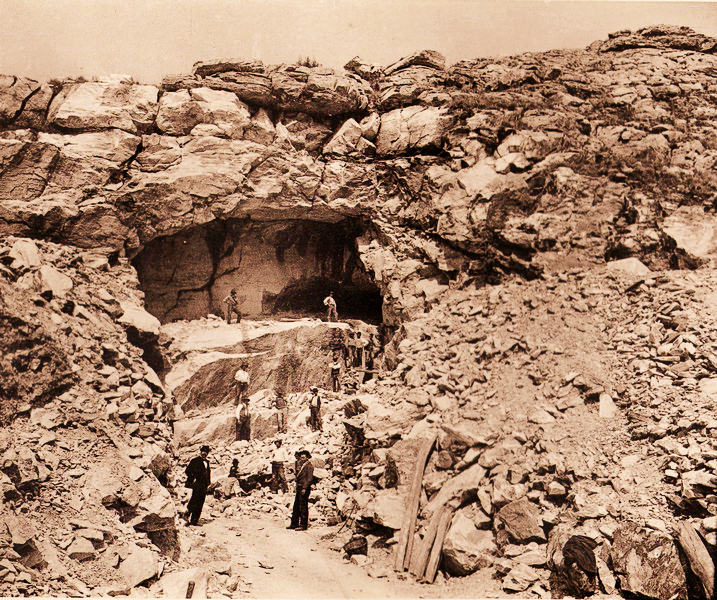
Le cave di Retignano a Mont'Alto, nel 1916. Cava detta "Messette"

Verso il 1820, un gruppo di imprenditori francesi e britannici visitò la Versilia. Mentre il francese Boumond e famiglia si stabilirono a Riomagno, Seravezza, l'inglese James Beresford (negli archivi segnato come Belessforde) e il suo socio Gybrin preferirono Retignano. Con l'aiuto degli abitanti, nell'estate del 1820 trovarono nella cava della Canaletta un pregiato marmo disponibile solo nelle montagne di Retignano, un insolito mix di mischio, turchino e bardiglio fiorito. Decisero di avviare una sessione estrattiva e spedirono subito via mare diversi blocchi marmiferi in Gran Bretagna, presumibilmente a Londra, dove alcuni monumenti sono in marmo versiliese, come Marble Arch. I campioni inviati via mare in Gran Bretagna erano di marmo mischio, turchino e bardiglio fiorito. Questi marmi piacquero fin da subito agli inglesi che, riconoscendo le potenzialità dei siti marmiferi, misero in piedi una vera e propria compagnia e un'attività commerciale a Retignano.
Come ricorda Fabrizio Federigi, i retignanesi, popolo laboriosissimo, si impegnarono fin da subito per rimettere in sesto l'attività di estrazione marmifera nell'Alta Versilia, riattivando anche siti presso Levigliani.

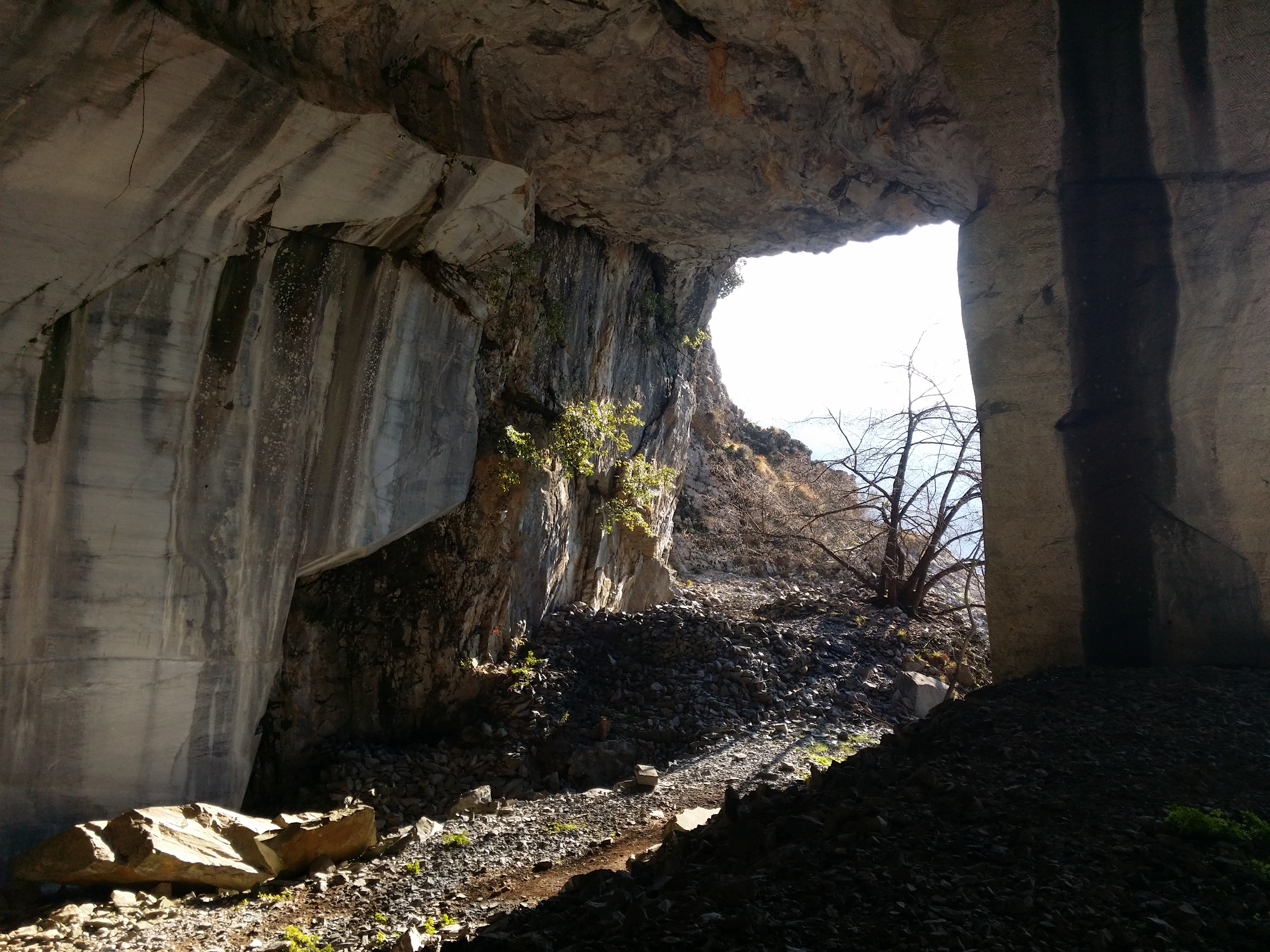
Una delle varie cave di bardiglio fiorito

Nel 1821 i due imprenditori, Beresford e Grybrin, con l'appoggio locale, fondarono una compagnia e presero in affitto da Francesco Guglielmi, per nove anni e con il canone di 6000 scudi, una cava (Messette) dalla quale spedirono marmo in Inghilterra. Gli abitanti di Retignano furono particolarmente attivi nel contribuire alla ripresa dell'industria marmifera in Versilia, impegnandosi nelle cave di Gabro, Ajola, Gordici e Messette, facenti parte del complesso delle cave di Mont'Alto di Retignano (vedi sezione in basso). Nel 1845 i retignanesi si opposero all'imprenditore inglese William Walton, in quanto i suoi traffici marmiferi danneggiavano i loro terreni destinati al pascolo e alla raccolta di castagne e legne. Al tempo dell'Unità d'Italia, nel 1861, gli abitanti del paese erano impegnati in buona parte nelle escavazioni e l'economia divenne principalmente legata al marmo, con un progressivo venir meno di metà della coltivazione dei castagneti e una riduzione dei terreni destinati alle coltivazioni.
Nel 1861, al tempo dell'Unità d'Italia, buona parte degli abitanti del paese erano impegnati nelle escavazioni e questo comportò l'abbandono di molte coltivazioni nei castagneti. Nel biennio 1861-1862, stando ad alcune stime del leviglianese Emilio Simi, oltre metà della forza lavoro versiliese era impiegata nelle attività marmifere. A Retignano le estrazioni non erano sufficientemente redditizie e l'aver abbandonato campi e bestiame costrinse molte persone ad emigrare verso la pianura. Marino Bazzichi sostiene che a fine ottocento 3680 stazzemesi (di cui circa un centinaio di Retignano) andarono per il mondo in cerca di fortuna.
Alcuni documenti testimoniano che il marmo di Retignano fu adoperato anche nei lavori di ricostruzione del monastero di Montecassino.
Alpinisti che visitarono Montalto furono Francis Fox Tuckett, Douglas William Freshfield e Giovanni Targioni Tozzetti.

### Novecento
Sul Montalto passava la Linea Gotica.

## Sport
La parete rocciosa di Montalto presenta tre percorsi di arrampicata.